# Anneli Hulthén
Anneli Maria Hulthén, née le 27 juillet 1960 à Göteborg, est une femme politique suédoise.
Membre du Parti social-démocrate suédois des travailleurs, elle siège au Riksdag de 1994 à 1995 et au Parlement européen de 1995 à 2003. Elle est présidente du conseil municipal de Göteborg de 2009 à 2016 et gouverneur du comté de Scanie depuis 2016.